# RaiStereoUno
(La storica sigla di apertura di RaiStereoUno con la voce di Fabrizio Centamori, dal 1982 al 1991)
RaiStereoUno era un canale radiofonico della Rai, nato l'8 novembre 1982 su Radio 1 in modulazione di frequenza.
La programmazione iniziava alle 15:00 e proponeva musica e notizie per un pubblico prettamente giovanile fino alle 24:00. Dalle 6:00 alle 15:00, i programmi di Radiouno trasmettevano a rete unificata in FM e AM mentre dalle 15:00 venivano diffusi solo in AM, lasciando spazio sulle FM a questo nuovo canale stereofonico e a RaiStereoNotte.
Le due bande si ricollegavano solo per trasmettere le edizioni estese dei Gr delle 19:00 e 23:00 e i notiziari sul traffico.

## Storia
Con l'avvio della stereofonia in FM e la massiccia proliferazione delle radio private, l'8 novembre 1982 la Rai tenta il rilancio della radiofonia creando tre canali dalle 15 alle 6 in Fm: RaiStereoUno, RaiStereoDue e RaiStereoNotte.  Canali di musica e notizie  più giovani e innovativi rispetto a Radiouno e Radiodue, che invece continuavano a trasmettere i loro programmi di stampo più tradizionale per fasce di età più alte sulle onde medie.
L'idea è stata di Maurizio Riganti, già responsabile di trasmissioni culto come Alto gradimento e Gran varietà, che assumeva la direzione di RaiStereoDue e, successivamente, di RadioVerdeRai.
I nuovi canali suscitarono un tale interesse presso i propri ascoltatori e l'opinione pubblica in generale tantoché le denominazioni RaiStereoUno e RaiStereoDue rimasero talmente impresse negli anni che sostituirono persino quelle di Radiouno e Radiodue. Dopo la loro chiusura nel 1991 i canali sostitutivi, StereoRai e RadioVerdeRai, continuarono ad essere chiamati e riconosciuti col precedente nome. Anche dopo la chiusura definitiva dei due canali nel 1994, per molti anni, le prime due reti di RadioRai vengono denominate in quel modo.
RaiStereoUno chiuse le sue trasmissioni il 31 marzo 1991, diventando StereoRai.

## Programmazione
La programmazione di RaiStereoUno, a differenza della gemella RaiStereoDue, era più articolata, negli anni diversificata e sperimentale, e la musica tendeva ad essere meno commerciale e più di nicchia, soprattutto nella fascia serale ad esempio con il programma Stereodomani condotto da Enrico Di Troia.
La consueta programmazione musicale venne stravolta dalla musica di importazione che molti dei conduttori, in alcuni casi provenienti dalle radio private, portarono all'ascolto del grande pubblico Rai.
Il primo direttore fu Elio Molinari. Per reclutare nuove voci Molinari ebbe l'idea, dietro suggerimento di Antonio de Robertis, supportato dai colleghi Marziali e Testa, di lanciare il concorso Supersfida DJ, affidando la scelta delle migliori voci sul territorio italiano a loro stessi assieme a Renzo Arbore. Numerosissimi i conduttori delle radio private che accorsero per approdare ai canali radio della Rai. In palio una conduzione di un programma della durata di quattro mesi.
Questo era il palinsesto del 1983 di RaiStereoUno:
- 15 Tu mi senti (Novembre 1982/ Febbraio '83 conduttori Federico Biagione e Barbara Marchand; nei quattro mesi successivi Fiorella Gentile e Ronnie Jones e nel periodo estivo Ernesto Bassignano, Umberto Mostocotto e Simonetta Zauli)
- 19 GR1 sera
- 19:25 SuperStereouno, una sorta di riedizione dello storico Supersonic degli anni 70, ma di minor successo,  sempre con Gigi Marziali, Antonio De Robertis e Paolo Testa e la regia di Enrico Di Troia (1983/84)
- 20:33 StereoSera e StereoDomani che nel 1983 - 1984 erano condotti da Enrico Di Troia con le sigle di Trionfera
- 23 GR1 notte
- 23:00 Piano Bar
- Il giornale della mezzanotte
- Quindi RaiStereoNotte a reti unificate, e dai canali quinto e sesto della filodiffusione.

Primi conduttori furono Federico Biagione (qualche anno dopo passato a RaiStereoDue) e Barbara Marchand. Altri conduttori erano Fiorella Gentile, Ronnie Jones, Paolo Testa, Antonio De Robertis, Gigi Marziali, Alfredo Morabito, Ernesto Bassignano (poi al Gr1 e conduttore fino ad aprile 2011 del programma cult di RadioUno Ho perso il trend, in compagnia di Ezio Luzzi, Simonetta Zauli, Titta De Tommasi (successivamente passato a dirigere Radionorba e Telenorba), Umberto Mostocotto (ora al Cciss, voce di Onda Verde e conduttore di programmi su Rai Isoradio). Fabio Brasile curatore assieme a Carlo Principini.
Dal 1986 arriva alla direzione Eodele Belisario, successivamente vice direttore di Radio2 fine anni 90 e inizio 2000, e il canale il pomeriggio viene dedicato alla musica pop contemporanea e la sera dalle 21 alla musica alternativa e rock.
La fascia pomeridiana cambia in Stereobig (1986/87 conduttori Carlo Mancini, Marco Morosino, Maria Cristina Crisci, Grazia Di Michele)
Nasce dalle 21 alle 24 StereoDrome, con trasmissione di musica rock, hard rock, folk, elettronica e musica d'avanguardia, condotto da giovani conduttori esperti ed appassionati del genere. Il programma si può considerare come l'antesignano di un'altra trasmissione "cult" di Radio Rai passata alla storia: Planet Rock.
Dal 14 febbraio 1986 al 20 giugno 1987 ospita la rubrica "Ululati dall'Underground", scritta e condotta da Giancarlo Passarella. In essa si parlava di fan club e venivano programmati i demo di artisti sconosciuti e noti come Ligabue (con gli OraZero), Irene Grandi (con i Goppions) e Bandabardo' (allora E.S.P. e poi Crazy Mama). "Ululati dall'Underground" fu la prima in assoluto ad avere programmato provini/demo di artisti sconosciuti, pagando loro anche i compensi e diritti d'autore)
Dalle 24:00 alle 6:00 la programmazione di RaiStereoUno si unificava con quella di RaiStereoDue per irradiare Rai Stereo Notte, il contenitore notturno di Pierluigi Tabasso dedicato alla musica abitualmente non sempre programmata dalle altre emittenti commerciali.

## Stacchetti e bumper
Dal 1982 al 1990, RaiStereoUno aveva un bumper istituzionale, caratterizzato da un mix di sintetizzatore e un accompagnamento musicale. Lo stesso accompagnamento fu adottato anche da RaiStereoDue. Il bumper utilizzato sia da RaiStereoUno che da RaiStereoDue, fu usato anche da Radio1 e Radio2 e successivamente anche da Radio3 sia in modulazione di frequenza, che in onde medie.

## Conduttori
- Ida Guglielmotti
- Nicola Zingarell
- Franco Iannizzi
- Pier Nicola Marangelli
- Elisabetta Vitali
- Titta de Tommasi
- Federico Biagione
- Barbara Marchand
- Silvia Annicchiarico
- Alfredo Morabito
- Umberto Mostocotto
- Simonetta Zauli
- Fiorella Gentile
- Ronnie Jones
- Ernesto Bassignano
- Enrico Di Troia
- Carlo Mancini
- Marco Morosino
- Stella Romagnoli
- Maria Cristina Crisci
- Grazia Di Michele
- Barbara Condorelli
- Francesco Scelta
- Riccardo Pandolfi
- Mario Pezzolla
- Luca De Gennaro
- Gennaro Iannucilli
- Rupert
- Alberto Piccinini
- Stefano Pistolini
- Marco Basso
- Alberto Campo
- Enzo Gentile
- Riccardo Bertoncelli
- Renato Striglia
- Mixo
- Paolo Ferrari
- Roberta Angeloni
- Nino Mazzarino
- Rosanna Iannacone
- Linda Critelli
- Serena Dandini
- Giancarlo Passarella
- Federico Guglielmi
- Claudio Sorge
- Franz Roccaforte
- Luigi Ariemma